# Un bacio a te
Un bacio a te è un singolo del cantautore italiano Nesli, pubblicato il 19 aprile 2013 come primo estratto dalla riedizione del settimo album in studio Nesliving Vol. 3 - Voglio.

## Descrizione
Il brano mischia le sonorità dance e pop rock; la canzone ha un ritmo sostenuto, con qualche elemento di musica elettronica verso la fine della canzone.

## Video musicali
Il video è stato reso disponibile l'8 maggio attraverso il canale YouTube dell'artista.